# Aplauz

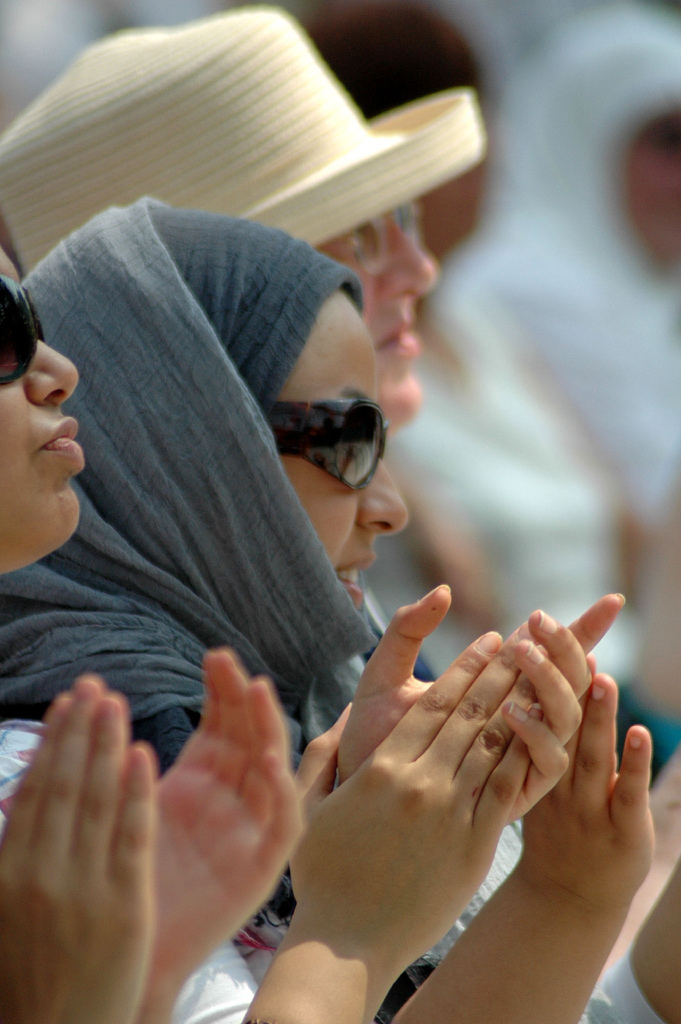
Tłum ludzi podczas aplauzu

Aplauz (ang. applause, łac. applaudere) – ekspresja zadowolenia lub przyznania racji, otrzymywana głównie poprzez klaskanie i wytwarzania hałasu przez grupę ludzi. Aplauz jest często oczekiwany od publiczności po występach takich, jak koncerty, sztuki czy przemówienia; może również pojawiać się w środku występu, np. po udanym żarcie powiedzianym przez komika, czy też po opisaniu ważnej kwestii przez polityka podczas przemowy.
W kulturze zachodniej aplauz jest wykonywany właśnie poprzez klaskanie; w innych kulturach aplauz może przyjmować formę okrzyków. Jako forma komunikacji niewerbalnej jest prostym wskaźnikiem średniego względnego zadowolenia grupy; im głośniejszy aplauz, tym większe zadowolenie.

## Historia
W Starożytnym Rzymie istniał zbiór rytuałów wykonywanych podczas publicznych wystąpień, wyrażających zadowolenie: "pstrykanie" palcami, klaskanie dłońmi, machanie fragmentami togi, które cesarz Aurelian zastąpił machanie chustkami (orarium). W teatrze rzymskim, przy zakończeniu sztuki, główny aktor wydawał okrzyk "Valete et plaudite!", a następnie publiczność, kierowana przez choregosa, wykonywała antyfoniczny aplauz. Często było to wcześniej zaplanowane i płacono za to członkom publiczności.
Podobnie było w przypadku klaki, gdzie grupa opłaconych klakierów wykonywała radosny aplauz po zakończeniu sztuki, w celu uzyskania wrażenia, iż sztuka bardzo podobała się publiczności. Usługi klakierskie obejmowały aplauz przy wejściu aktora na scenę, aplauz po zakończeniu aktu lub sztuki, okrzyki typu bis, brawo, wymuszenie bisowania itp..